# Маріо Проспері
Маріо Проспері (італ. Mario Prosperi, нар. 4 серпня 1945, Меліде) — швейцарський футболіст, що грав на позиції воротаря. Виступав за клуби «Лугано» та «К'яссо», а також національну збірну Швейцарії.

## Клубна кар'єра
У дорослому футболі дебютував 1963 року виступами за команду «Лугано», в якій провів тринадцять сезонів. У сезоні 1963/64 він дебютував у швейцарській прем'єр-лізі і грав там до кінця сезону 1975/76. У сезоні 1967/68 виграв Кубок Швейцарії з «Лугано».
1976 року перейшов до клубу «К'яссо», за який відіграв наступні 5 сезонів. Більшість часу, проведеного у складі «К'яссо», був основним голкіпером команди. Завершив професійну кар'єру футболіста виступами за команду «К'яссо» у 1981 році.

## Виступи за збірну
26 травня 1965 року дебютував в офіційних матчах у складі національної збірної Швейцарії в товариській грі проти ФРН (0:1) у Базелі. 
У складі збірної був учасником чемпіонату світу 1966 року в Англії. На турнірі був третім воротарем і на поле жодного разу не виходив, в той час як його команда не подолала груповий етап.
Загалом протягом кар'єри у національній команді, яка тривала 9 років, провів у її формі 21 матч.

## Титули і досягнення
- Володар Кубка Швейцарії (1):

«Лугано»: 1967/68